# Cryptocyclops falsus
Cryptocyclops falsus – gatunek widłonoga z rodziny Cyclopidae. Jako pierwszy opisał go w 1926 roku niemiecki zoolog Friedrich Kiefer, nadając mu nazwę Cyclops falsus.